# Eric Fromm
Eric Fromm (* 27. Juni 1958 in Queens, New York City, New York) ist ein ehemaliger US-amerikanischer Tennisspieler.

## Leben
Fromm studierte an der Columbia University und wurde in die Bestenauswahl All-American einberufen. Er war im Verlauf seiner Profikarriere auf der ATP Tour sowohl im Einzel als auch im Doppel erfolgreich, jedoch ohne je einen Titel erringen zu können. Zu seinen größten Erfolgen zählen Finalteilnahmen bei den Doppelturnieren in Tampa und North Conway 1983 sowie in München 1981 und 1984. Sein bestes Einzelresultat war das Erreichen des Halbfinales in Hamburg 1983; dort scheiterte er nach Siegen unter anderem über Michael Westphal und Brian Gottfried glatt in zwei Sätzen am späteren Champion Yannick Noah. Seine höchste Notierung in der Tennisweltrangliste erreichte er 1983 mit Position 46 im Einzel sowie 1984 mit Position 45 im Doppel.
Sein bestes Einzelergebnis bei einem Grand-Slam-Turnier war das Erreichen des Achtelfinales der French Open 1983, wo er gegen Jimmy Connors mit 2:6, 1:6 und 1:6 ohne Chance war. In der Doppelkonkurrenz erreichte er 1984 an der Seite von Shlomo Glickstein das Halbfinale der French Open, die beiden unterlagen in fünf Sätzen den Lokalmatadoren und späteren Champions Henri Leconte und Yannick Noah. Im Mixed stand er 1983 mit JoAnne Russell im Viertelfinale der US Open.

## Erfolge
| Legende                       |
| Grand Slam                    |
| Tennis Masters Cup            |
| ATP Masters Series            |
| ATP International Series Gold |
| ATP International Series      |
| ATP Challenger Series (1)     |

### Einzel

#### Turniersiege
| Nr. | Datum        | Turnier         | Belag | Finalgegner            | Ergebnis |
| --- | ------------ | --------------- | ----- | ---------------------- | -------- |
| 1.  | 1. März 1981 | Río de la Plata | Sand  | Fernando Dalla Fontana | 6:2, 6:1 |

#### Finalteilnahmen
| Nr. | Datum           | Turnier | Belag     | Finalgegner | Ergebnis |
| --- | --------------- | ------- | --------- | ----------- | -------- |
| 1.  | 22. August 1982 | Stowe   | Hartplatz | Jay Lapidus | 4:6, 2:6 |

### Doppel

#### Finalteilnahmen
| Nr. | Datum            | Turnier          | Belag     | Partner           | Finalgegner                     | Ergebnis      |
| --- | ---------------- | ---------------- | --------- | ----------------- | ------------------------------- | ------------- |
| 1.  | 24. Mai 1981     | Brüssel          | Sand      | Cary Leeds        | Steve Krulevitz Thierry Stevaux | 3:6, 5:7      |
| 2.  | 12. Oktober 1981 | Tel Aviv         | Hartplatz | Cary Leeds        | Per Hjertquist Steve Krulevitz  | 6:7, 3:6      |
| 3.  | 24. Mai 1981     | München (1)      | Sand      | Shlomo Glickstein | David Carter Paul Kronk         | 3:6, 4:6      |
| 4.  | 14. Februar 1982 | Caracas          | Hartplatz | Cary Leeds        | Steve Meister Craig Wittus      | 7:6, 6:7, 4:6 |
| 5.  | 1. August 1982   | North Conway (1) | Sand      | Pablo Arraya      | Sherwood Stewart Ferdi Taygan   | 2:6, 6:73     |
| 6.  | 22. August 1982  | Stowe            | Hartplatz | Mike Fishbach     | Andy Andrews John Sadri         | 3:6, 4:6      |
| 7.  | 1. Mai 1983      | Tampa            | Sand      | Drew Gitlin       | Tony Giammalva Steve Meister    | 6:3, 1:6, 5:7 |
| 8.  | 1. August 1983   | North Conway (2) | Sand      | Drew Gitlin       | Mark Edmondson Sherwood Stewart | 6:7, 1:6      |
| 9.  | 20. Mai 1984     | München (2)      | Sand      | Florin Segărceanu | Boris Becker Wojciech Fibak     | 4:6, 6:4, 1:6 |